# WD 0816–310
WD 0816-310, även känd som PM J08186-3110, är en ensam stjärna belägen i den mellersta delen av stjärnbilden Akterskeppet. Den har en  skenbar magnitud av ca 15,39(G) och kräver ett kraftfullt teleskop för att kunna observeras. Baserat på parallax enligt Gaia Early Data Release 3 på ca 51,65 mas beräknas den befinna sig på ett avstånd av ca 63,2 ljusår (ca 19,2 parsec) från solen.  

## Observation
WD 0816–310 är en magnetisk vit dvärg med metallföroreningar, som härrör från tidvattenstörningar i en planetkropp. Metallerna styrs av magnetfältet mot den vita dvärgens yta, vilket skapar ett "ärr" på dess yta. Detta ärr är rikt på det ackumulerade planetära materialet.

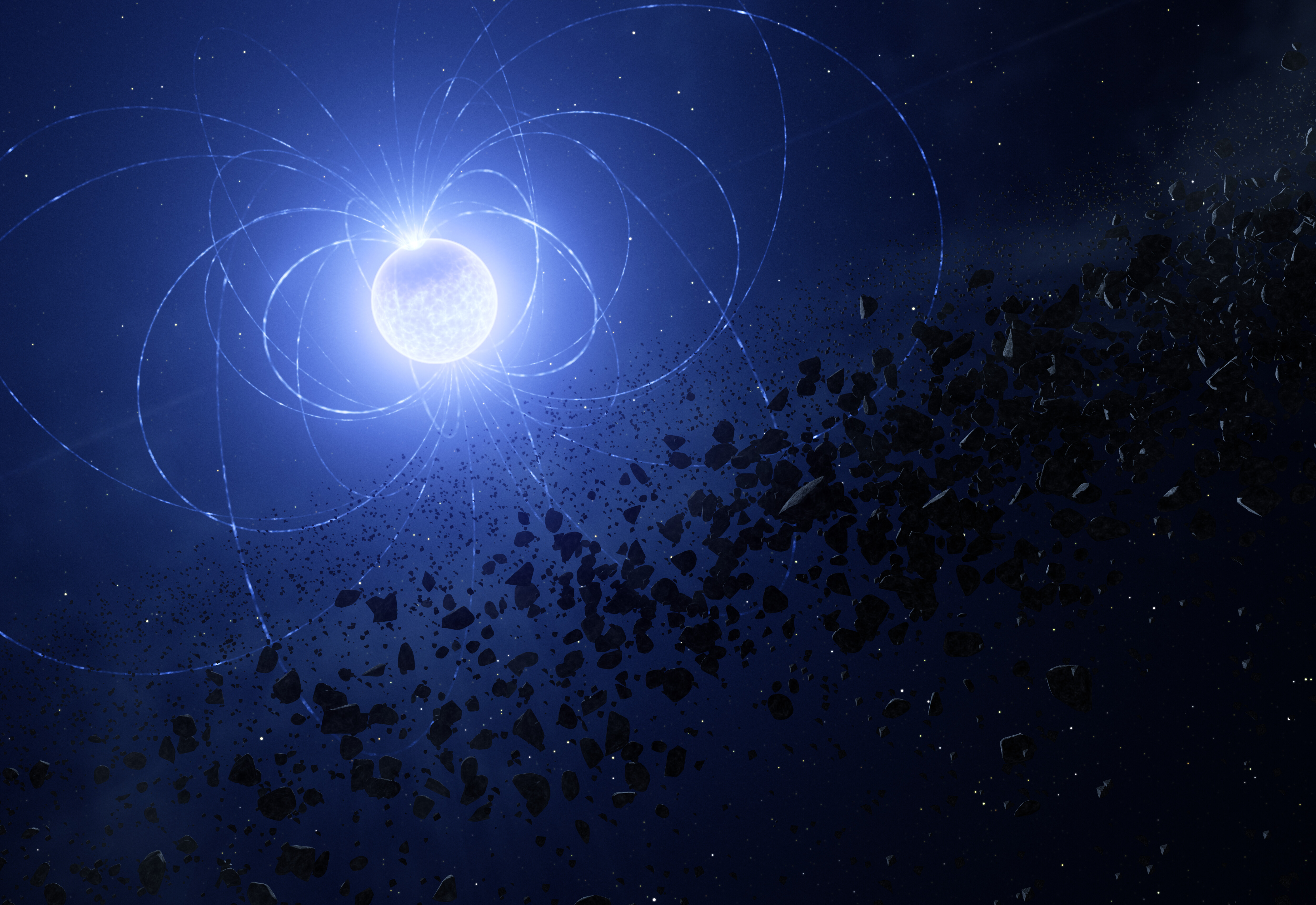
Konstnärens intryck av WD 0816–310, dess skiva, dess magnetfält och metallspåren nära en av de magnetiska polerna.
Bildkälla: ESO/L. Calçada

Objektet identifierades först som en möjlig vit dvärg år 2005, från data från Digitized Sky Survey. Den bekräftades som en vit dvärg år 2008 med spektroskopiska data från CTIO och samma team fann att den vita dvärgen är förorenad med kalcium, magnesium och järn. År 2019 upptäcktes ett variabelt magnetfält genom Zeemaneffekten. Denna observation gjordes med arkiverade spektropolarimetriska data från FORS1 vid Very Large Telescope (VLT). År 2021 studerades den vita dvärgen i detalj med 4 m-teleskopet vid CTIO och med VLT (FORS1 och X-shooter). Grundämnena natrium, magnesium, kalcium, krom, mangan, järn och nickel noterades i den vita dvärgens atmosfär. Atmosfären är anrikad på magnesium i förhållande till andra grundämnen, vilket förutspås för gamla stjärnsystem. Forskarna fann också väte i denna annars heliumdominerade atmosfär av WD 0816–310. Närvaron av väte kunde förklaras med föroreningar från en asteroid som innehöll vattenis. Dessa forskare fann att förekomsten av metaller förändrades mellan två spektra med 10 års mellanrum. De föreslog att fläckar berikade med metaller finns på ytan av de vita dvärgarna, en process som styrs av de vita dvärgarnas magnetfält. År 2024 bekräftades detta med cirkulära spektropolarimetriska observationer med FORS2 på VLT. Observationerna mätte en dipolär fältstyrka vid polen på cirka 140 kilogauss. För cirka 310 000 år sedan ackumulerade WD 0816–310 ett objekt av Vesta-storlek med en sammansättning som liknar kondritiska meteoriter.
Observationerna visade att variationen i metallinjens styrka och magnetfältets intensitet är synkroniserade. Detta ses som bevis på att magnetfältet bestämmer den lokala densiteten av metaller på ytan. Dessa fläckar finns sannolikt nära en av den vita dvärgens magnetiska poler. Materialet från en ackumulerad asteroid kommer först att bilda en skiva runt den vita dvärgen. Närmare den vita dvärgen kommer stoftmaterialet att sublimera till en metallgas. Forskarna hävdar att den vita dvärgen kommer att jonisera åtminstone en del av gasen. Dessa joner kommer att följa den vita dvärgens magnetfält och som ett resultat av Lorentzkraften kommer den att följa en spiralformad bana runt den lokala fältlinjen. På väg till den vita dvärgens poler kommer jonerna att kollidera med neutrala atomer i gasskivan och jonisera dem i processen. Detta leder till en betydande joniseringsnivå av gasskivan.
En studie från 2024 som upptäckte det andra metallärret runt WD 2138-332, tyder på att metallärr är vanliga runt magnetiska vita dvärgar med metallföroreningar.